# أبو بكر محمد الدربندي
أبو بكر محمد الدربندي  (و. 1058 – 1145 م) هو عالم عقيدة، ومتصوف من الدولة العباسية. ولد في دربند. 
توفي في بغداد، عن عمر يناهز 87 عاماً.

## التعليم
تعلم في المدارس النظامية.